# Бастионы Севастополя
Бастионы Севастополя — во время Крымской войны в Севастополе было сооружено восемь бастионов, в целях сухопутной обороны города по приказу начальника Севастопольского гарнизона генерал-лейтенант Ф. Моллера. Бастионы протянулись полукругом на 7,5 километров от Килен-балки до Александровской бухты. Номера им присваивались по мере постройки, а Корниловский бастион на Малаховом кургане не имел номера.

## История

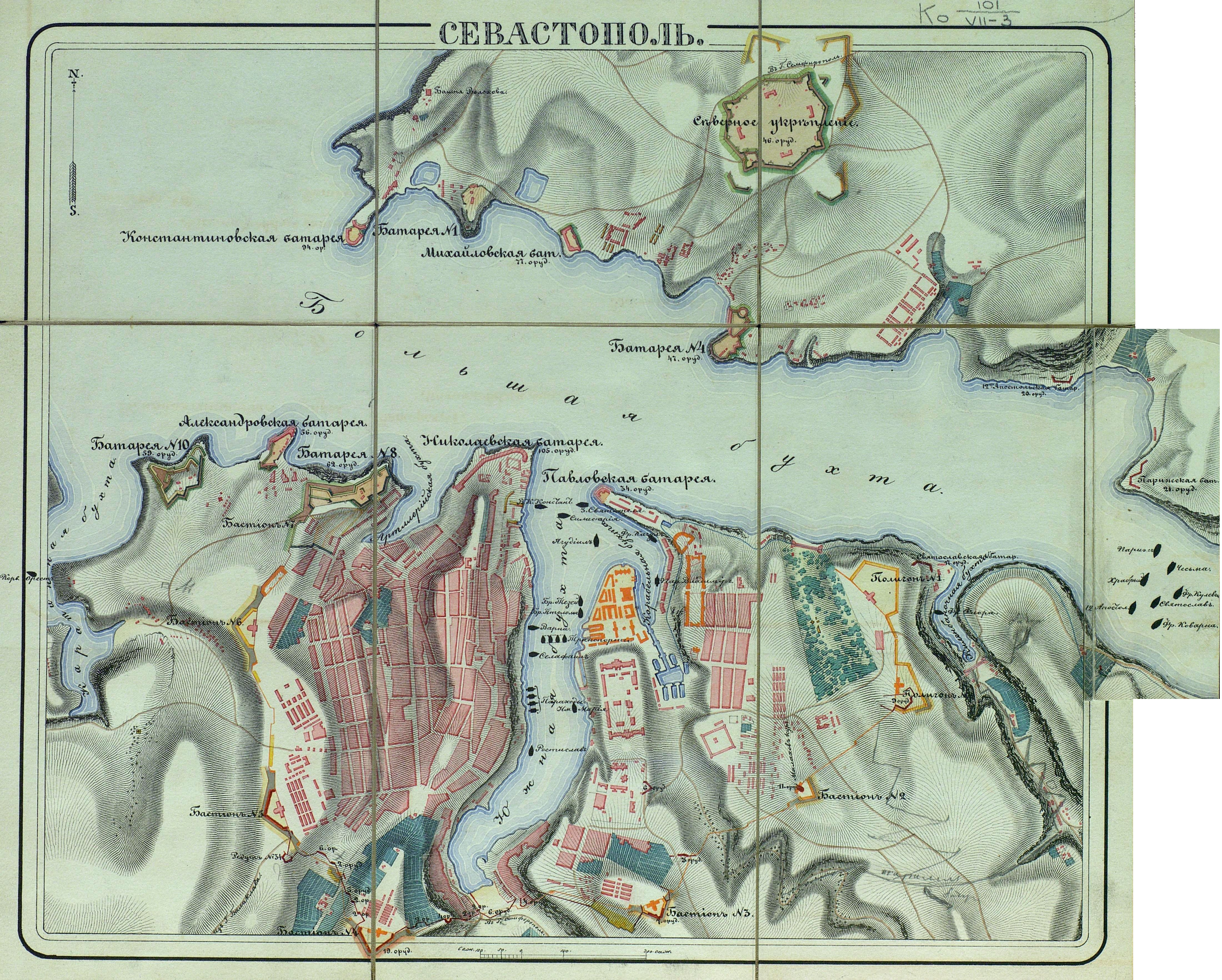
План крепости Севастополь. «Атлас крепостей Российской империи» — СПб., 183? год

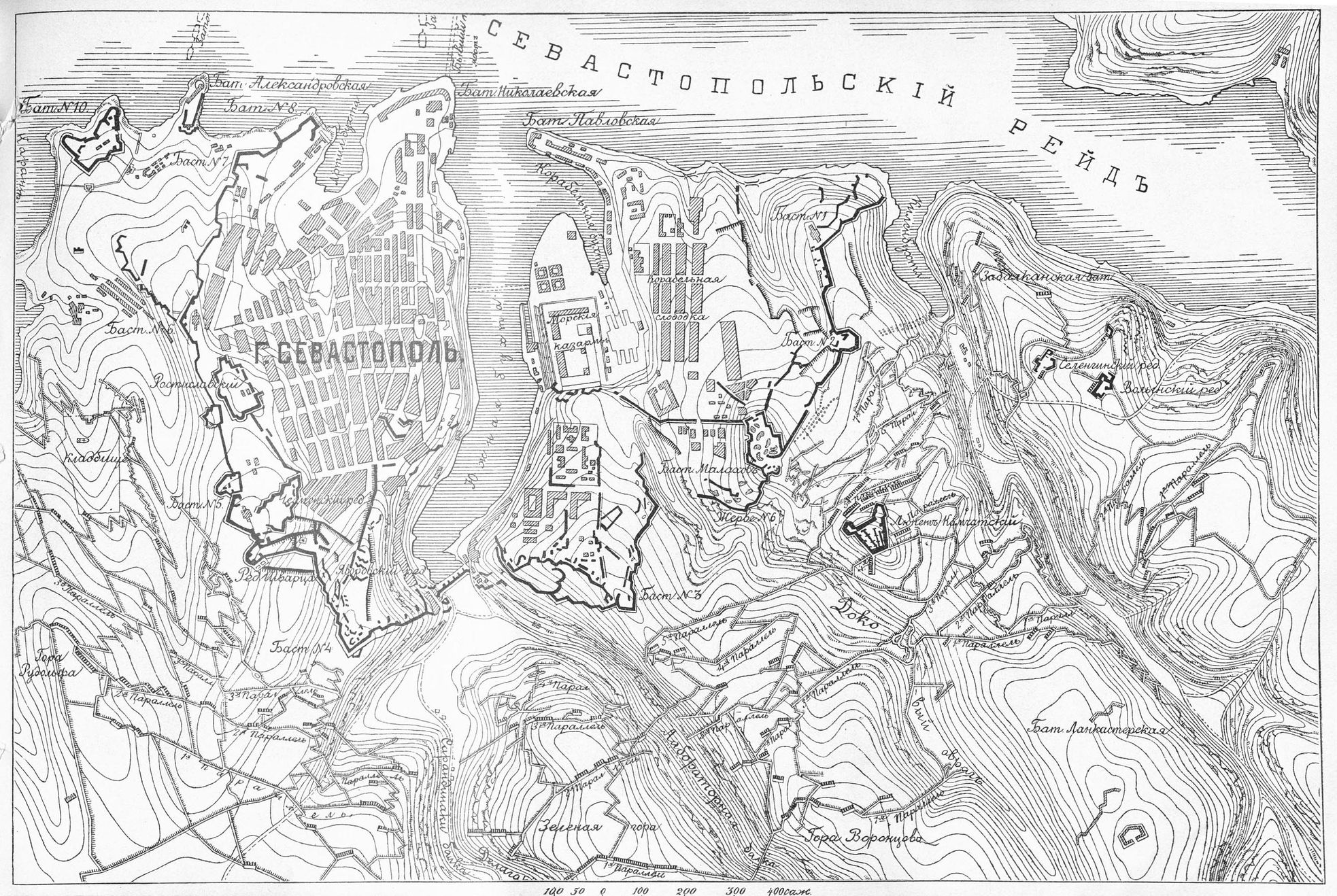
План укреплений южной стороны Севастополя в ходе Крымской войны 1853—1855 годов

Проект строительства оборонительных сооружений, которые защитили бы Севастополь с суши, был разработан ещё в 1834 г. и улучшен в 1837 г. Предполагалось возвести на Южной стороне города непрерывную оборонительную линию, которая левым своим флангом примыкала бы к Северной бухте у Килен-балки, а правым — к береговой батарее № 8, при выходе на внешний рейд. Восемь бастионов (пятиугольных долговременных укреплений) должны были разместиться на господствующих высотах. Соединенные между собой куртинами, они образовали бы сплошную линию. С тыла каждый бастион планировалось прикрыть оборонительной казармой.
Оборона Севастопольского рейда с моря к началу войны была полностью завершена. Оборонительные сооружения включали 8 мощных артиллерийских батарей. Три из них располагались на северном берегу: Константиновская, Михайловская и батарея № 4, остальные — на южном (Павловская, Николаевская, батарея № 8, Александровская и батарея № 10). Из восьми батарей четыре (Константиновская, Михайловская, Павловская и Николаевская) были каменными, казематными. Все эти батареи, вооружённые в общей сложности 533 орудиями, были способны обстреливать взморье и рейд фронтальным, фланговым и тыльным огнём.
Как писал российский военный историк А. М. Зайончковский, с суши Севастополь был совершенно не укреплён. К началу войны во исполнение проекта укреплений города от 1837 года на южной стороне рейда были построены только три оборонительные казармы для закрытия горж на местах бастионов № 1, 5 и 6 (до наших дней сохранилась одна из них — у 1-го бастиона; здесь прикреплена мемориальная доска с надписью: «Оборонительная башня 1-го бастиона. В ней располагался пункт по оказанию медицинской помощи раненым защитникам Севастополя в обороне 1854—1855 гг.»). Почти были закончены бастион № 7 и оборонительные стены между бастионом № 7 и проектируемыми бастионами № 6 и 5. На местах рвов проектируемых бастионов № 3, 4 и 6 были сделаны небольшие валики. Кроме того, была возведена тыльная оборонительная стенка сзади батареи № 8 и бастиона № 7 между артиллерийскими зданиями. На северной стороне рейда имелось единственное Северное укрепление, построенное ещё в 1818 году в виде восьмиугольного форта, однако оно было малопригодно для обороны. Ни одно из укреплений сухопутной стороны к началу войны не было вооружено, а на береговых батареях количество орудий было меньше установленного проектом.
Когда англо-французские войска высадились в Крыму и стало очевидным их намерение овладеть Севастополем с суши, город оказался в тяжелом положении. Все силы были брошены на создание глубоко эшелонированной сухопутной обороны. Линию укреплений вокруг города возвели матросы, солдаты, население за очень короткий срок — в течение первых двух недель сентября 1854 г. Общая протяженность оборонительной линии составила восемь километров.
За период до начала осады (сентябрь 1854 года) основные меры по укреплению обороны были предприняты на южной стороне Севастополя. Самым сильным укреплением стал бастион № 6, хотя и его постройка осталась незавершённой. По устройству бастиона № 5 ничего сделано не было, и лишь возведённая там башня была приспособлена для артиллерийской обороны и снабжена 11 орудиями. Оборонительная стенка между бастионами № 7, 5 и 6 была закончена и вооружена 14 орудиями. Левее бастиона № 5 был построен и вооружён редут Шварца. Между редутом Шварца и бастионом № 4 были устроены три завала, охраняемые 14 полевыми орудиями. Несколько небольших земляных батареек перекрыли промежуток между бастионами № 4 и 3. На месте, предназначенном для бастиона № 3, была устроена батарея. На Малаховом кургане, кроме башни, никаких сооружений возведено не было. На месте бастиона № 2 на голой скале была устроена 6-орудийная батарея, по обе стороны которой тянулись каменные завалы. На месте бастиона № 1 была также возведена 4-орудийная батарея. На Корабельной стороне (юго-восточная часть города) была устроена также линия каменных завалов. Все новые укрепления, однако, по оценке А. М. Зайончковского, были весьма слабы и были способны отразить лишь немногочисленный десант. На их вооружении, включая сухопутную часть бастиона № 7 и батареи № 10, было всего 145 орудий.

## Бастионы Севастополя
| Фото | Название             | Описание | Координаты                      |
| ---- | -------------------- | --- | ------------------------------- |
|      | Первый бастион       | Первый бастион располагался на самом берегу Большой (Северной) бухты, у устья Килен-бухты. Это было слабое земляное укрепление с оборонительной каменной казармой. Первоначально на месте бастиона находилась небольшая батарея. Несколько позже, но ещё до осады, на берегу Северной бухты была построена Святославская батарея. Впоследствии на противоположной стороне бухты была построена большая Парижская батарея, которая огнем через бухту могла поддерживать первый бастион. Памятник защитникам первого бастиона находится на улице 1-й Бастионной, в небольшом сквере. Он представляет собой искусственную скалу из необработанных диоритовых глыб в центре бассейна. Первоначальный проект памятника разработал Ф. Н. Еранцев, но затем он был несколько изменён. В годы Великой Отечественной войны памятник пострадал. Его отреставрировали в 1958 г. | 44°36′53″ с. ш. 33°33′08″ в. д. |
|      | Второй бастион       | Второй бастион был построен на плато между Ушаковой балкой и Килен-балкой. Среди защитников Севастополя имел название «Ад». Командовал бастионом капитан-лейтенант А. В. Ершов. Позади бастиона, на второй оборонительной линии впоследствии была построена батарея Геннериха. Первый и второй бастионы между собой были соединены куртиной — межбастионным укреплением, которое представляло собой слабую насыпь со рвом. На куртине было устроено несколько батарей, а впереди неё находились волчьи ямы. Впоследствии второй бастион и куртина были усилены оборонительной линией, шедшей от тыльного фаса Корниловского бастиона к Ушаковой балке. Длина куртины была посчитана во время обороны и равнялась 405 шагам. В дни обороны куртину называли «опасным постом». К 50-летнему юбилею Севастопольской обороны на территории бастиона разбили сквер и установили памятник из диоритовых глыб, аналогичный монументу на первом бастионе. До Великой Отечественной войны из фонтана по камням в бассейн струилась вода. В 1958 г. поврежденный в годы войны памятник реставрировали, но фонтан так и не был восстановлен. | 44°36′31″ с. ш. 33°33′12″ в. д. |
|      | Третий бастион       | Третий бастион, построенный в 1854 году, прикрывал подступы к Южной бухте и центру города. Расположен на Бомборской высоте (район современной улицы Брянской). Он входил в третью дистанцию оборонительной линии, которой командовал вице-адмирал А. И. Панфилов. Союзники придавали большое значение овладению «Большим реданом», как они называли третий бастион. Всю осаду напротив него находились позиции англичан. С 1 апреля 1855 года бастионом командовал лейтенант Е. О. Викорст, который был 28 июня смертельно ранен. С третьего бастиона совершались многочисленные вылазки, одним из героем которых был Игнатий Шевченко. В ночь на 20 января 1855 года отряд из 250 человек под командованием лейтенанта Бирилева отправился на вылазку в район четвёртого бастиона. Во время ночного боя матрос 30-го флотского экипажа Игнатий Шевченко, заметив, что несколько французов прицелились в командира, заслонил его грудью. 20 августа 1874 года в Николаеве по проекту художника М. О. Микешина воздвигли первый в России памятник «нижнему чину» — матросу И. В. Шевченко. В 1902 году памятник перевезли в Севастополь и установили напротив казарм 30-го флотского экипажа. Во время Великой Отечественной войны памятник был разрушен. Его восстановили по проекту архитектора А. Р. Сухой на бастионе, с которого Игнатий Шевченко шагнул в бессмертие. К 50-летию первой обороны на территории третьего бастиона был открыт памятник «Героям вылазок» по проекту А. М. Вейзена, Ф. Н. Еранцева и Г. П. Долина. Позже его переработал О. И. Энберг. На монументе надпись: «Героям вылазок 1854—1855 гг.» и перечень вылазок с третьего бастиона, составленный П. Ф. Рербергом. | 44°35′51″ с. ш. 33°32′25″ в. д. |
|      | Корниловский бастион | Корниловский бастион был самым значительным укреплением главной линии обороны, так как Малахов курган, на котором он располагался, является господствующей над местностью высотой. Укрепления этого бастиона были в основном земляными, но ещё до начала обороны в 1854 г. здесь построили каменную двухъярусную оборонительную башню. Корниловский бастион сыграл особую роль в первой обороне Севастополя. | 44°36′12″ с. ш. 33°32′57″ в. д. |
|      | Четвертый бастион    | Четвертый бастион являлся самым важным укреплением Южной (Городской) стороны. Он располагался на узкой Бульварной высоте, между Южной бухтой, Бульварной лощиной и городским оврагом, на месте нынешнего Исторического бульвара. Это было укрепление временного типа, усиленное многочисленными батареями, расположенными в некоторых местах в два яруса. В глубине бастиона был построен Язоновский редут, служивший внутренним опорным пунктом. Бастион защищал центральную часть города, где неприятель наносил основные удары в первый период обороны. В октябре 1854 года французы избрали 4-й бастион местом своего главного удара и стали готовить его подрыв. Так началась подземно-минная война, следы которой видны до сих пор — во рву бастиона сохранился главный вход в подземные минные галереи. Бастион так и не был взят союзниками штурмом, а был оставлен русской армией в связи с приказом об эвакуации гарнизона на Северную сторону. В 1905 году на месте четвёртого бастиона возвели гранитный обелиск, увенчанный русским шлемом. На монументе перечислены части, принимавшие участие в защите бастиона. | 44°35′39″ с. ш. 33°31′23″ в. д. |
|      | Пятый бастион        | 5-й бастион занимал территорию сквера, прилегающего к нынешнему Кладбищу коммунаров. Бастион строил экипаж брига «Эней» под руководством капитан-лейтенанта Д. В. Ильинского. В октябре 1854 года Ильинский был ранен и отправлен в госпиталь, командиром бастиона был назначен капитан-лейтенант А. И. Завадовский. Земляные укрепления бастиона носили временный характер, а внутренним опорным пунктом служила каменная оборонительная казарма. Бастион защищал город с западной стороны. Обелиск защитникам этого бастиона, как и многие другие памятники, установили к 50-летию первой обороны. Он имеет форму четырёхгранной пирамиды, верх которой увенчан шлемом. Памятник выполнен из янцевского гранита. Надпись на восточной грани: «Пятый бастион 1854—1855 гг.»; на западной: «Волынский резервный полк. Подольский егерский полк. Резервный батальон Белостокского полка. 33-й флотский экипаж». За 5-м бастионом находился люнет Белкина, который соединялся каменной оборонительной стеной с 6-м бастионом. | 44°35′57″ с. ш. 33°30′54″ в. д. |
|      | Шестой бастион       | Шестой бастион — один из немногих в Севастополе, был почти полностью построен к началу осады (командиры: капитан-лейтенант Н. Ф. Гусаков, с 13 октября 1854 года — лейтенант А. С. Шумов, с 10 мая 1855 года — лейтенант А. Т. Эльфсберг). На бастионе стояла оборонительная казарма. Впереди бастиона находился ров глубиной в 6 футов. Пятнадцать крепостных орудий, установленных на поворотных платформах, обстреливали Рудольфову гору, Херсонес и прилегающую местность. От шестого бастиона вправо отходила каменная оборонительная стена, часть которой сохранилась до наших дней. | 44°36′28″ с. ш. 33°30′39″ в. д. |
|      | Седьмой бастион      | Седьмой бастион входил в состав оборонительной линии, окружавшей Севастополь во время Первой обороны 1854—1855 гг. Находился в районе Центрального и крепостного рынков в Крепостном переулке, на берегу моря над Александровской бухтой. К началу обороны был почти закончен (командир — капитан-лейтенант Н. Л. Щеглов). Был предназначен для отражения нападений как с суши, так и с моря. Справа к нему примыкала батарея № 8, орудия которой стояли от Хрустального мыса до Артиллерийской бухты (командир — капитан 2 ранга К. С. Реунов). В сторону врага были направлены 62 орудия этих двух укреплений, в том числе десять пятипудовых мортир. В ходе строительства музейно-театрального комплекса на мысе Хрустальном в 2020 году, оставшиеся стены бастиона были разрушены. | 44°36′54″ с. ш. 33°30′49″ в. д. |

## Память
В Севастополе установлены памятники воинам первого, второго, третьего, четвертого и пятого бастионов. Также в городе названы улицы в честь первого, второго, третьего, четвертого, пятого и шестого бастионов.